# اورکنی (مجارستان)
اورکنی (به مجاری: Örkény) یک منطقهٔ مسکونی در مجارستان است که در ناحیه داباش واقع شده‌است. اورکنی ۳۶٫۴۴ کیلومتر مربع مساحت و ۴٬۸۱۰ نفر جمعیت دارد.

## خواهرخوانده
شهر میرکورا نیرژولو خواهرخواندهٔ اورکنی (مجارستان) هست.